# Guía Bradshaw

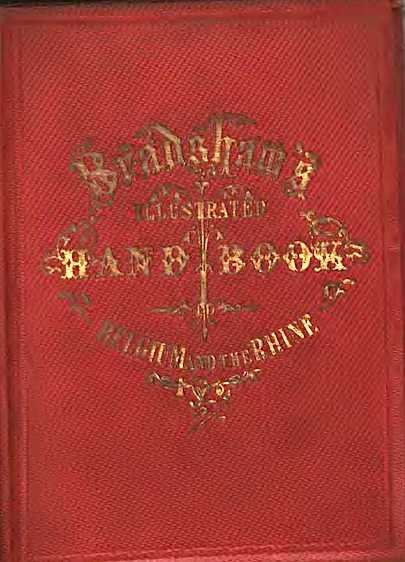
Manual Ilustrado Bradshaw para Viajeros en Bélgica, 1856

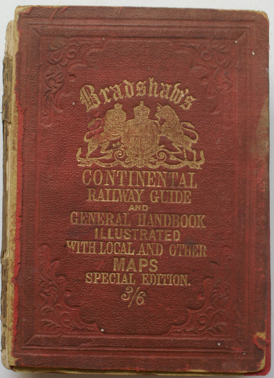
Guía de Ferrocarril Continental, Bradshaw 1891

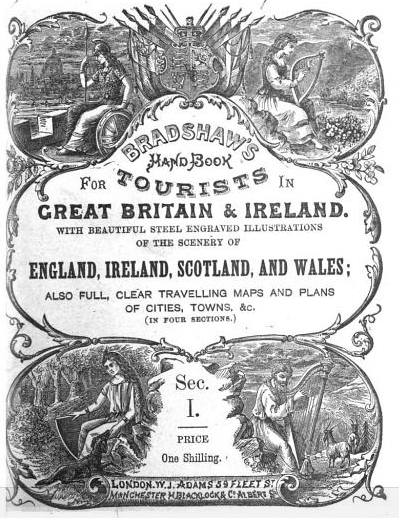
Manual Bradshaw por aTuristes de Gran Bretaña e Irlanda, 1882

Las Guías Bradshaw  fueron una serie de libros de horarios de ferrocarril y de guías de viaje publicados por W.J. Adams de Londres. Su editor, George Bradshaw, inició la serie en 1839; después de su muerte en 1853 la serie de títulos Bradshaw continuó hasta 1961.

## Historia
El nombre de Bradshaw ya era conocido como el editor de Bradshaw's Maps of Inland Navigation (mapas Bradshaw de navegación interior), que detallaba los canales de Lancashire y Yorkshire, cuando, el 19 de octubre de 1839, al poco de la introducción de los ferrocarriles, su compañía de Mánchester publicó la primera recopilación mundial de horarios de trenes.